# The Lesson - Scuola di vita
The Lesson - Scuola di Vita (Urok) è un film del 2014 scritto e diretto da Kristina Grozeva e Petar Valchanov. Il film è stato presentato nella sezione Contemporary World Cinema al Toronto International Film Festival (2014).

## Trama
Nadia è una professoressa in una scuola media, ha una figlia piccola ed un mucchio di problemi e stress nella propria vita: uno dei suoi studenti è un ladruncolo, suo padre - dopo la morte della madre - ha avuto relazioni con donne molto più giovani di lui ed infine il marito è un ubriacone disoccupato che scialaqua tempo e denaro tentando di aggiustare un vecchio e sgangherato camper piuttosto che pagare le rate del mutuo dell'affitto della loro abitazione. Per Nadia la situazione diventa insopportabile: la banca non vuole assecondare la situazione della famiglia e mostra la propria rigidità operativa minacciandoli di pignoramento della casa. Così Nadia è costretta a ricorrere a misure drastiche per salvare la propria casa e ricominciare a vivere.